# A Light in the Dark
A Light in the Dark es el octavo álbum de estudio de la banda estadounidense de heavy metal Metal Church, publicado en 2006 por SPV/Steamhammer Records. Es el primer trabajo con el baterista Jeff Plate quien sustituyó a Kirk Arrington, mientras que es el último del guitarrista Jay Reynolds. Por su parte, el disco cuenta con una nueva versión de «Watch the Children Pray», canción perteneciente a su segundo álbum The Dark, la que se regrabó para homenajear a su exvocalista David Wayne, fallecido en 2005 a consecuencia de un accidente automovilístico.

## Comentarios de la crítica
Una vez que salió al mercado recibió reseñas mayormente positivas por parte de la crítica especializada. Greg Prato de Allmusic mencionó que, a pesar de que Kurdt Vanderhoof era el único miembro original que permanecía en la banda, Metal Church sigue en gran medida las reglas y los nuevos integrantes realizan un gran trabajo. Además, indicó que la banda hace vista gorda a las tendencias metaleras modernas y este álbum «podría confundirse fácilmente con un lanzamiento de thrash metal de los años 1980». Keith Bergman de Blabbermouth.net tuvo una apreciación similar, ya que lo llamó como su disco más cohesivo y consistente desde los años con David Wayne, y estimó que era «un disco de metal clásico ni más ni menos».
Greg Pratt de Exclaim! señaló que Metal Church demuestra que siguen produciendo material sólido y resistente, pero seguían con canciones demasiados largas y otras de medio tiempo. También aseguró que Ronny Munroe, a diferencia del álbum anterior, demuestra que es capaz de superar las melodías tanto tradicionales como de thrash. Andreas Stappert de Rock Hard dijo que era un muy buen álbum de metal con «una mezcla equilibrada de riffs poderosos probados, hermosas melodías y algunos estribillos compatibles con el canto», pero no conseguía la misma calidad que sus álbumes clásicos.

## Lista de canciones
Todas las canciones escritas por Ronny Munroe y Kurdt Vanderhoof, a menos que se indique lo contrario.

| N.º | Título                         | Escritor(es)                         | Duración |  |
| 1.  | «A Light in the Dark»          |                                      | 5:29     |  |
| 2.  | «Beyond All Reason»            |                                      | 5:40     |  |
| 3.  | «Mirror of Lies»               |                                      | 4:27     |  |
| 4.  | «Disappear»                    |                                      | 6:03     |  |
| 5.  | «The Believer»                 |                                      | 5:33     |  |
| 6.  | «Temple of the Sea»            | Vanderhoof                           | 9:48     |  |
| 7.  | «Pill for the Kill»            |                                      | 4:30     |  |
| 8.  | «Son of the Son»               |                                      | 4:44     |  |
| 9.  | «More Than Your Master»        |                                      | 4:49     |  |
| 10. | «Blinded by Life»              |                                      | 3:33     |  |
| 11. | «Watch the Children Pray 2006» | Vanderhoof, David Wayne, Craig Wells | 5:50     |  |

## Músicos
- Ronny Munroe: voz
- Kurdt Vanderhoof: guitarra y teclados
- Jay Reynolds: guitarra
- Steve Unger: bajo
- Jeff Plate: batería